# Famille Sermage
La famille Sermage de Szomszédvár et Medvegrád (en hongrois : szomszédvári és medvegrádi Sermage család) était une famille aristocratique hongroise.